# Invasion de Guam (1941)
Pour les articles homonymes, voir Bataille de Guam.
Seconde Guerre mondiale - Guerre dans le Pacifique
Batailles
Batailles et opérations de la guerre du Pacifique

Japon :
- Raid de Doolittle
- Bombardements stratégiques sur le Japon (Tokyo
- Yokosuka
- Kure
- Hiroshima et Nagasaki)
- Raids aériens japonais des îles Mariannes
- Campagne des archipels Ogasawara et Ryūkyū
- Opération Famine
- Bombardements navals alliés sur le Japon
- Baie de Sagami
- Invasion de Sakhaline
- Invasion des îles Kouriles
- Opération Downfall
- Reddition du Japon

Pacifique central :
- Pearl Harbor
- Guam (1941)
- Wake
- Raid sur les îles Gilbert et Marshall
- Opération K
- Midway
- Opération RY
- Campagne des îles Gilbert et Marshall
- Campagne des îles Mariannes et Palaos
- Campagne des archipels Ogasawara et Ryūkyū
- Opération Inmate

Pacifique du sud-ouest :
- Nauru
- Invasion des Philippines (1941-42)
- Invasion des Indes orientales néerlandaises
- Opérations de l'Axe dans les eaux australiennes
- Raids aériens japonais sur l'Australie (1942-43)
- Opération Ke
- Campagne des îles Salomon
- Campagne de Nouvelle-Guinée
- Campagne des Philippines
- Campagne de Bornéo (1945)

Asie du sud-est :
- Invasion de l'Indochine (1940)
- Océan Indien (1940-45)
- Guerre franco-thaïlandaise
- Invasion de la Thaïlande
- Campagne de Malaisie
- Hong Kong
- Singapour
- Campagne de Birmanie
- Opération Kita
- Indochine (1945)
- Détroit de Malacca
- Opération Jurist
- Opération Tiderace
- Opération Zipper
- Bombardements stratégiques (1944-45)

Guerre sino-japonaise
Front d'Europe de l’Ouest
Front d'Europe de l’Est
Bataille de l'Atlantique
Campagnes d'Afrique, du Moyen-Orient et de Méditerranée
Théâtre américain
L'invasion de Guam, durant la Seconde Guerre mondiale, est l'assaut et la conquête en décembre 1941 de Guam par l'empire du Japon, territoire des États-Unis depuis 1898 après la guerre hispano-américaine.

## Déroulement
Seule une petite garnison d'US Marines et de marins ainsi que 4 petits navires de guerre étaient stationnés sur l'île préalablement à l'attaque japonaise. La garnison ne disposait ni d'artillerie, de mortiers ou d'aviation et l'île n'était que très peu fortifiée. Hormis les environ 150 Marines, peu de ces hommes étaient réellement entraînés au combat. Cette force était en effet censée être évacuée de l'île en cas de déclenchement de guerre contre le Japon, le gouvernement américain ayant préféré renforcer sa garnison dans les Philippines, estimant que Guam constituait un objectif à la fois secondaire et peu important stratégiquement, mais également difficile à défendre en raison de son isolement.
L'île fut cependant attaquée le 8 décembre 1941, c'est-à-dire le lendemain de l'attaque de Pearl Harbor et de la déclaration de la guerre du Japon aux États-Unis. La garnison n'eut pas le temps de s'échapper sans navires de transport à sa disposition, d'autant plus que Guam était alors encerclée par la Marine impériale.
Le 8 décembre et le 9 décembre, Guam est ainsi la cible de raids aériens continuels puis le 10 décembre à l'aube, les troupes impériales dont une unité des Forces navales spéciales de débarquement débarquèrent sur l'île. Quelques heures plus tard, le gouverneur américain du territoire, George J. McMillin, donna l'ordre à ses troupes de cesser le combat, constatant l'évidence qu'elles étaient submergées.
Les prisonniers de guerre américains après la bataille furent internés au Japon.
6 Américains décidèrent cependant de ne pas se rendre aux Japonais. 5 d'entre eux furent par la suite capturés puis décapités en septembre et octobre 1942, après avoir été dénoncés par 3 civils en échange d'une récompense offerte par le commandement nippon. Le dernier de ces hommes, George Ray Tweed (en), un transmetteur de la marine, réussit à survivre en trouvant refuge parmi certaines familles chamorros, et en se déplaçant de villages en villages ou à travers la jungle jusqu'au 10 juillet 1944. Il fut secouru ce jour-là par deux destroyers américains qui naviguaient près de l'île,  en prévision de sa reconquête lors de l'imminente seconde bataille de Guam, après s'être signalé à eux grâce à un miroir et l'alphabet sémaphore. Il put ainsi partager les précieuses informations qu'il avait pu collecter sur la garnison et les défenses nippones au cours de ses 31 mois passés sur l'île.